# 카세 야스유키
카세 야스유키(일본어: 加瀬 康之 かせ やすゆき[*], 1971년 3월 14일 ~ )는 일본의 남자 성우다. 오사와 사무소 소속 도쿄도 오타구 출신이다.

## 주요 출연작품

### TV 애니메이션
1999년
- 트러블 초콜릿 (트리프)

2002년
- 나루토 (칸쿠로)

2004년
- 신무월의 무녀 (기로치)

2005년
- 트랜스포머 사이버트론 (퍼스트에이드 (레드 얼러트), 테라쉐이버 (브림스톤))
- 우에키의 법칙 (보로 T)
- 건퍼레이드 오케스트라 (타지마 쥰이치)
- 절대소년 (카부라키 타쿠마)

2006년
- 코드기어스 반역의 를르슈 (큐엘 소레시)
- 만담천녀 오유이 (히지카타 토시조)

2007년
- 나루토 질풍전 (칸쿠로)
- 도쿄마인학원 검풍첩 (미부 쿠레하)
- 스컬맨 THE SKULL MAN (칸자키 요시오)

2008년
- 소울 이터 (에이본)
- 벚꽃 사중주 (미즈키 시도)
- 썬더 일레븐 (소메오카 류고 (곽용호))

2009년
- 타마고치! (스페이싯치)

2012년
- 타마고치! 꿈 키라 드림 (스페이싯치, 라이온치)

2013년
- 타마고치! 미라클 프렌즈 (스페이싯치)

2014년
- GO-GO 타마고치! (스페이싯치)

2015년
- 모든 것이 F가 된다 (사이카와 소헤이)

### 극장판 애니메이션
2005년
- 폭풍우 치는 밤에 (가리)

2007년
- 애플시드 사가 엑스마키나 (요시츠네)

2009년
- 테일즈 오브 베스페리아 (유르기스)

2017년
- 타마고치 비밀의 배송 대소동 (스페이싯치)

### OVA
1997년
- 동창회 (엔도 스스무 (우진))